# Richard Davy
Richard Davy (1465 circa – 1507) è stato un compositore, organista e direttore di coro inglese del Rinascimento, uno dei più rappresentati nel Libro corale di Eton.

## Biografia
Poco è noto sulla vita di Richard Davy. Il suo nome era molto comune nel Devon ed egli potrebbe essere nato in quella contea. Era uno studioso al Magdalen College di Oxford dove fu organista e direttore del coro, almeno per il periodo 1490-1492. Fonti religiose di Ashburton citano un Dom. Richardus Dave: 1493-1495 che potrebbe essere stato un cappellano o maestro di musica della vicina scuola della St. Lawrence Chapel. Potrebbe poi essersi trasferito alla Cattedrale di Exeter come vicario del coro nel periodo 1497-1506.

## Opere
Davy è il secondo compositore più rappresentato nel manoscritto Libro corale di Eton, con nove composizioni compresa la celebre Passio Domini in ramis palmarum o Passione secondo San Matteo. Le sue opere sono considerate più floride di quelle dei suoi contemporanei Robert Fayrfax e William Cornish e può avere avuto un impatto notevole sulle opere di compositori successivi come John Taverner.